# Hablot Knight Browne
Hablot Knight Browne pseud. N.E.M.O. i Phiz (ur. 15 czerwca 1815 w Lambeth, zm. 8 lipca 1882 w Brighton) – brytyjski rytownik i ilustrator.

## Życiorys
Rodzina Browne'a miała pochodzenie hugenockie. Hablot początkowo pobierał naukę u Williama Findena. W 1833 zdobył nagrodę Society of Arts za ilustrację do przygody Johna Gilpina.
Zasłynął jako ilustrator książek Karola Dickensa. Po samobójczej śmierci ilustratora Roberta Seymoura, Dickens wybrał Browne'a, by ten dokończył ilustracje do Klubu Pickwicka. Browne ilustrował również powieści irlandzkiego pisarza Charlesa Levera oraz angielskiego powieściopisarza Harrisona Ainswortha. Tworzył także ilustracje do gazet i czasopism, m.in. do magazynu Punch.
W 1867 uległ paraliżowi, co uniemożliwiło mu dalszą pracę ilustratorską.

### Wybrane dzieła
- The Life and Adventures of Nicholas Nickleby[4]
- The personal history of David Copperfield[5]
- Bleak House
- The Posthumous Papers of the Pickwick Club
- The Life and Adventures of Martin Chuzzlewit[6]

### Galeria

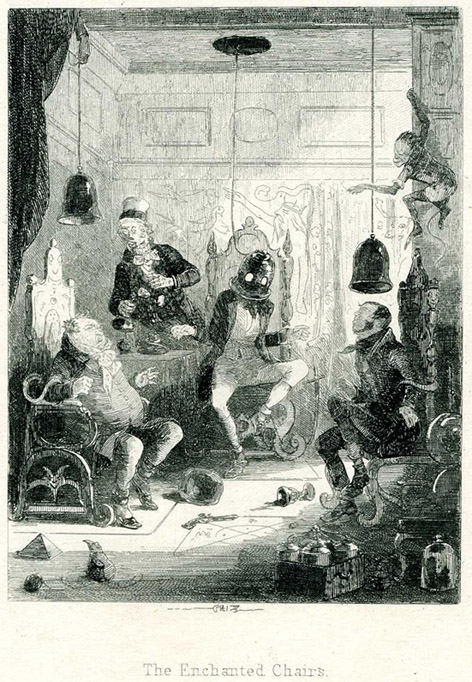
Ilustracja do powieści Harrisona Ainswortha Auriol
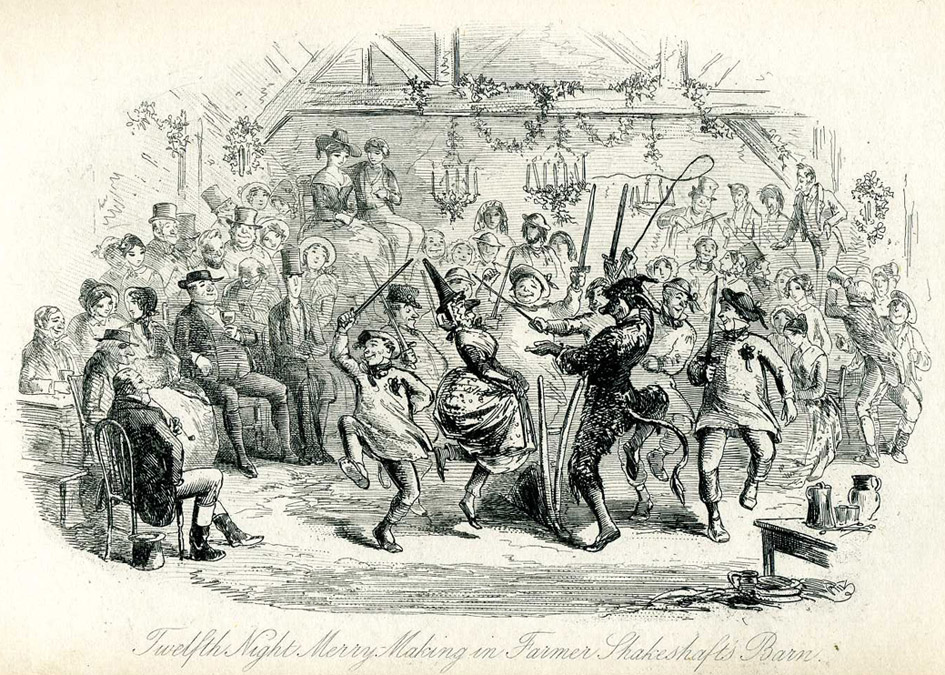
Ilustracja do powieści Harrisona Ainswortha Mervyn Clitheroe
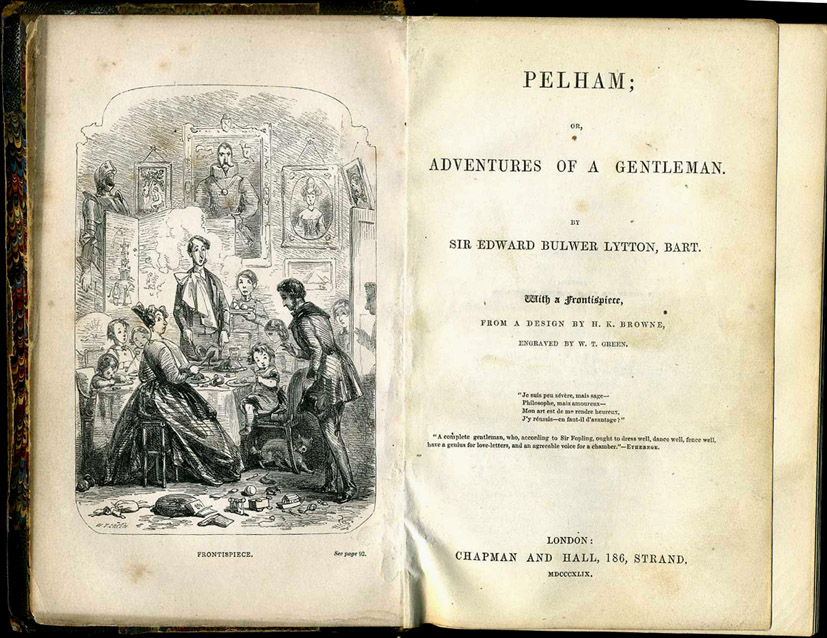
Ilustracja do powieści Bulwer-Lyttona Pelham
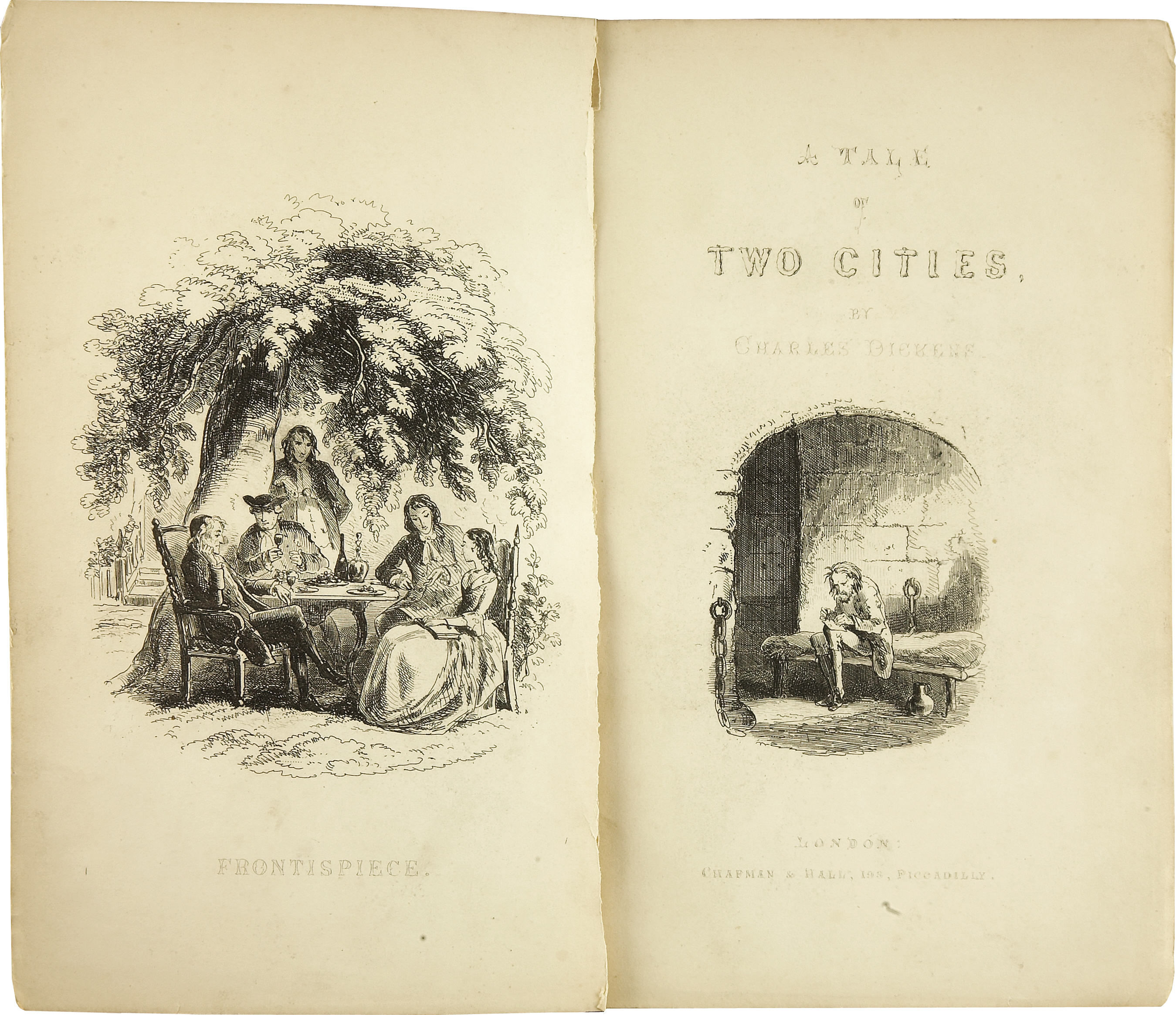
Ilustracja do powieści Dickensa Opowieść o dwóch miastach